# Hilltjärnen
Hilltjärnen är en sjö i Hudiksvalls kommun i Hälsingland och ingår i Harmångersåns huvudavrinningsområde. Sjön har en area på 0,15 kvadratkilometer och ligger 160,5 meter över havet.

## Delavrinningsområde
Hilltjärnen ingår i det delavrinningsområde (687371-154794) som SMHI kallar för Mynnar i Brukssjön. Medelhöjden är 180 meter över havet och ytan är 1,31 kvadratkilometer. Det finns inga avrinningsområden uppströms utan avrinningsområdet är högsta punkten. Vattendraget som avvattnar avrinningsområdet har biflödesordning 3, vilket innebär att vattnet flödar genom totalt 3 vattendrag innan det når havet efter 48 kilometer. Avrinningsområdet består mestadels av skog (83 procent). Avrinningsområdet har 0,15 kvadratkilometer vattenytor vilket ger det en sjöprocent på 11,3 procent.